# Український індекс наукового цитування
Український індекс наукового цитування - сайт, який є складовою програмно-апаратного комплексу для моніторингу суб'єктів наукової діяльності України. Забезпечує збір, обробку і доступ до показників активності  суб'єктів наукової діяльності України - як індивідуальних, так і колективних. Саном на 01 січня 2025 сайт знаходиться на реконструкції, дані не оновлюються.  
Сайт має надавати : довідкову інформацію про вчених та їх публікації, наукові установи України, зокрема, про індивідуальні показники публікаційної активності учених, показники цитованості їх робіт та ключові наукометричні показники.
Крім того, сайт надає аналітичну інформацію про публікаційну активність учених України по регіонах (областях, м. Київ та Севастополь). 
Сайт запозичує і обробляє інформацію про публікації й показники їх цитованості отримується із зовнішніх наукометричних джерел:
- Міжнародний реєстр учених ORCID.
- Наукометрична платформа Web of Science: бази даних Science Citation Index Expanded, Social Sciences Citation Index, Arts & Humanities Citation Index та Conference Proceedings Citation Index.
- Наукометрична платформа SciVerse Scopus.
- Науково-видавнича інфраструктура «Наукова періодика України» (Scientific Periodicals of Ukraine).

Замовлення та за фінансова підтримка Проекту "Український індекс наукового цитування" :  Державне агентство з питань науки, інновацій та інформатизації України. Виконавець Проекту — Асоціація користувачів Української науково-освітньої телекомунікаційної мережі «УРАН».
Режим роботи Сайту - тестовий. 